# 4-ビニルトルエン
4-ビニルトルエン（英: 4-Vinyltoluene、または4-メチルスチレン）は、化学式CH3C6H4CH=CH2で表される有機化合物である。
スチレンの誘導体であり、特殊なポリスチレンの製造においてコモノマーとして使用される。4-エチルトルエンの脱水素によって生成される。

## 性質
塗料用改質剤、絶縁強化剤、医薬品や農薬の中間体として用いられる。過酸化物などの重合開始剤との接触、熱や光などの影響により重合することがある。日本の消防法では危険物第4類第二石油類に区分される。市販品は3-ビニルトルエンとの混合体の場合がある。4-tert-ブチルカテコールが捕捉剤として添加されている。